# Европейская корюшка
(Европе́йская) ко́рюшка, или снето́к (лат. Osmerus eperlanus) — вид некрупных лучепёрых рыб семейства корюшковых (Osmeridae).
Корюшка — проходная рыба, но у неё имеются и изолированные озёрные популяции. Широко распространена и обладает высокой численностью.
Родственный вид азиатская зубатая корюшка (Osmerus mordax) ранее рассматривалась как подвид европейской корюшки Osmerus eperlanus dentex.

## Этимология
Наименование рыбы восходит к прибалтийско-финскому источнику — ср. карел. kuoreh, вепс. koreh, фин. kuore. В русском языке есть также и другие обозначения этой рыбы: ко́реха (олонецк.), ко́рех (архангельск., олонецк.), ко́рюха (северо-запад Европейской части России, сибирск., иркутск.; употребляется наряду с обозначением «корюшка»).

## Описание
Тело удлинённое, со сравнительно крупной чешуёй, которая может легко опадать. Рот большой с сильными зубами. Бока тела серебристые, спина буро-зелёная, плавники бесцветные. На время нереста плавники и голова покрываются бугорками.
Питается зоопланктоном, молодью и икрой рыб. 
Свежая корюшка издаёт характерный запах свежих огурцов.
Европейская корюшка отличается от азиатской зубатой корюшки более короткой боковой линией и слабыми зубами; она распространена в бассейнах Балтийского и Северного морей, Ладожского и Онежского озёр. Пресноводная форма европейской корюшки — снеток — «карликовая», озёрная форма корюшки (О. е. eperlanus m. spirinchus) — встречается в озёрах северо-западной части Европейской территории России и во многих озёрах северной части Западной Европы и имеет большое промысловое значение. Обитает в предустьевых пространствах рек и прибрежных районах морей Северной Атлантики и Северного Ледовитого океана.
Наиболее интенсивный откорм происходит летом и осенью, в непосредственной близости от берегов, где и находится большую часть года. Снетки живут не более 2—3 лет, размножаются в возрасте 1—2 года, размеры их не превышают обычно 9—10 см, а вес — 6—8 г. Балтийская корюшка размножается в возрасте 2—4 лет, беломорская — 3—4 лет, сибирская — 5—7 лет. Сибирская корюшка живёт до 9—12 лет и достигает размеров до 30—35 см длины и 350 г веса. Позднее созревающие корюшки живут дольше и достигают более крупных размеров.

## Нерест
Нерест корюшки начинается вскоре после ледохода, когда температура воды достигает 4 °C, разгар нереста при температуре 6—9 °С. Корюшка поднимается в Эльбу на 100 км. Корюшка Белого моря заходит для нереста в речки и ручьи, удаляясь от моря во многих случаях не более чем на 2—3 км, а то и всего на несколько сотен метров. Массовый нерест длится обычно всего несколько дней. Корюшка давно является объектом акклиматизации.
В последние годы корюшка-снеток спустилась из Белого озера в бассейн Волги и теперь встречается в Рыбинском, Горьковском, Куйбышевском и Саратовском водохранилищах.

## Подвиды
- Osmerus eperlanus eperlanus — нагиш или корюшка озерная, обитает в северо-западных районах Европейской части России[4].
- Osmerus eperlanus eperlanus m. spirinchus — корюшка европейская, или снеток[5], мелкая озёрная форма европейской корюшки.
- Osmerus eperlanus dentex — часто рассматривается в качестве самостоятельного вида азиатская корюшка (Osmerus mordax), в котором могут выделять ещё ряд подвидов.

## Промысел
В период прохода корюшки в Санкт-Петербурге проводится ежегодный «Праздник корюшки».
Объект массового любительского лова.
Употребляется обычно в жареном виде. Петербургский специалитет - жареную корюшку - предложили внести в Реестр объектов нематериального культурного наследия.
В Беларуси внесена в Красную книгу.

## Галерея
- Европейская корюшка.
- Снеток (лат. Osmerus eperlanus eperlanus m. spirinchus).
- Жареная корюшка.
- Консервы: корюшка копчёная в масле.